# Тактилно покритие
Тактилно покритие, също наричано тактилни павета, тактилни плочи/плочки, зрителни плочи/плочки, тенджи блокове, Брайлови блокове, е система от текстуриран индикатор за повърхността на земята, разположена върху тротоари, стълби и платформи на железопътни гари, за да се ориентират в пространството пешеходци със зрителни увреждания.
Тактилните предупреждения осигуряват характерен повърхностен модел под формата на изпъкнали успоредни ходови линии или под формата на изпъкнали точки, открити от лице с увредено зрение с дълъг бастун или крака. Тази система се използва за предупреждение на хора с увредено зрение за приближаващи се улици и опасни промени в повърхността или склоновете. В общността на разработчиците и потребителите има разногласия по въпроса дали инсталирането на тази система вътре в сградите може да доведе до риск от задействане върху нея.
Системата за тактилно покритие е изобретена и въведена за първи път в Япония на пешеходни преходи и други опасни пътни места. Във Великобритания, Австралия и САЩ започват да въвеждат тази система в началото на 1990-те години. Канада започна да я включва в своята транспортна система през 1990-те год., а след това разширява употребата им в началото на 2000-те год.

## Разработване и внедряване
Тактилното покритие е разработено от японския инженер и изобретател Мияке Сээ (三宅精一) през 1965 г. и го нарича „Брайлов блок“.
На 18 март 1967 г. на улица в град Окаяма, префектура Окаяма, пред Държавното училище за слепи в префектура Окаяма, разположено в област Нака, 4-16-53 Хараошима, „блокове са инсталирани за първи път в света с Брайлов текст“, за да се ориентират в пространството хора със зрителни увреждания. Живият цвят на „Брайловите блокове“ е видим за хора със слабо зрение и когнитивни увреждания.
След 10 години поради неговите предимства за безопасност и навигация използването на тактилно покритие става задължително за Японските национални железници. Тактилното покритие бързо се разпространи след приемането му от Японските национални железници. През 1985 г. системата официално е наречена „Навигационни блокове за хора със зрителни увреждания“ (視覚障害者誘導用).
Има 2 основни вида тактилно покритие: „линеен направляващ блок“, в който изпъкналите, успоредни течащи линии, разположени върху блока, посочват посоката на движение, и „точков предупредителен блок“, в който изпъкналите точки, разположени върху блока, предупреждават за опасността от по-нататъшно движение. Съществува паралелна подредба (квадратна подредба, подредена подредба) и шахматно разположение (диагонално разположение) на изпъкнали точки в „предупредителния блок за точка“. В допълнение изпъкналостите на „линейния водещ блок“ може да бъдат повече. В някои страни могат да се използват блокове със специална форма, така че в Швеция могат да се използват вдлъбнати вместо изпъкнали издатини, за да се избегне влиянието на работата по отстраняване на снега.
Много експериментални покрития бяха направени и монтирани като експеримент. Това доведе до ситуации, които могат да объркат хората със зрителни увреждания, както и възрастни хора. Обикновено цветът на плочката се използва за проверка на правилната посока. Ако цветът не е нормален, може да възникне объркване. Това доведе до стандартизация на системата в цяла Япония.
Използването на тактилни покрития се разпространява по целия свят. Много брайлови блокове бяха инсталирани на станциите на метрото и на тротоарите в Сеул, Република Корея. Монтажът в Сеул е по-сложен, отколкото в Япония, тъй като повърхността на различните тротоари в Сеул не е плоска, така че има много места, където значението на „Брайловите блокове“ не се предава ясно.
Тактилното покритие е монтирано на всяко съоръжение, използвано по време на Летните олимпийски игри в Сидни през 2000 г. Широко е разпространено в австралийския обществен транспорт. Тази тенденция започна да се разпространява във Великобритания, САЩ и по целия свят.
Днес в Япония жълтите „брайлови блокове“ са повсеместни. Те се инсталират в градове и села, за да подпомогнат ориентирането в пространството на хора със зрителни увреждания: в административни, обществени и търговски сгради и на улицата около тях, на тротоари покрай пътни платна, на пешеходни преходи, стълби, ескалатори, рампи, спирки обществен транспорт, платформи на гарата и др. По естетически причини например пред хотелите цветът им може да е нестандартен, за да съответства на цвета на пътната настилка или каменния под. Понякога брайловите блокове имат изпъкнали ленти или точки, изработени от стомана

## Точков предупредителен блок
Тази система се използва за пешеходни преходи. Целта на изпъкналите точки на повърхността е да предупреди хората със зрителни увреждания, които в противен случай, при липса на промяна във височината > 25 mm, не биха могли да различат къде свършва пешеходната пътека и започва пътното платно. По този начин тази повърхност е важен елемент за безопасност за тази група участници в движението в пешеходните прелези, където пешеходната пътека е на същото ниво с пътното платно, така че инвалидните колички да могат да пресичат пътя без препятствия.
Профилът на точковите предупредителни блокове се състои от редове от плоски изпъкнали точки. Точкова система за предупреждение се използва на ръба на железопътните платформи, за да информира хората със зрителни увреждания, че се приближават до ръба на платформата. Точковите предупредителни блокове могат да бъдат направени от всякакъв подходящ материал за пътната настилка и могат да бъдат от всякакъв цвят, но който осигурява добър контраст със заобикалящия фон, за да помогне на хората със слабо зрение да се движат по платформата. Системата от точкови предупредителни блокове трябва да се монтира на железопътни гари, успоредни на ръба на перона и на разстояние най-малко 500 mm от ръба на перона. Той никога не трябва да се монтира по-близо до ръба на платформата, отколкото на 500 mm, тъй като хората със зрителни увреждания може да нямат достатъчно време да спрат, когато намерят точковите предупредителни блокове.
Система за точково предупреждение се използва и за предупреждение на хора със зрителни увреждания за определени опасности: стъпки, железопътни прелези или приближаване до ръба на платформата. Освен това се използва широко по тротоарите преди пешеходните преходи. Най-често системата от точкови предупредителни блокове информира хората със зрителни увреждания „опасност, спри, действай предпазливо“. Там, където са инсталирани железопътни гари платформени плъзгащи врати, точковите предупредителни блокове са инсталирани на платформи, само в зоните за достъп до влакове.

## Линеен водещ блок
Целта на тази система е да насочи хората със зрителни увреждания по безопасен маршрут, когато традиционните знаци, като граница, са слабо различими или липсват. Може да се използва и за насочване на хора със зрителни увреждания, като например улични мебели в пешеходна зона. Повърхността е проектирана така, че хората да могат да се движат в пространството, да ходят с краката си върху тактилната повърхност или да поддържат връзка с нея с дълга бяла тръстика.
Линейно направляващите блокове изглеждат като блокове с редове изпъкнали, успоредно движещи се равнини с плосък връх, показващи посоката на движение за хора със зрителни увреждания. Ленти с височина 5,5 мм (± 0,5 мм) и ширина 35 мм се движат на разстояние 45 мм една от друга. Линейните направляващи блокове могат да бъдат направени от всеки подходящ материал за пътната настилка и могат да бъдат от всякакъв цвят, но който осигурява добър контраст със заобикалящия фон, за да помогне на хората с ниско зрение да се ориентират в пространството. Системата на линейно насочващи блокове се използва и там, където хората със зрителни увреждания трябва да се ориентират около препятствия, където трябва да намерят конкретно място, сграда, институция, офис. Където линейната система за водещи блокове се използва също във връзка със системата за предупреждение на точковите блокове на железопътните гари, за да се подпомогне хората със зрителни увреждания да се ориентират върху платформата. Тя дава възможност на хората със зрителни увреждания да определят на коя страна на системата от точкови предупредителни блокове се намират, от вътрешната страна на безопасната страна или от външния ръб на платформата. В този случай системата от линейни водещи блокове изглежда под формата на блокове с един ред дъски с плосък връх. Той е инсталиран в близост до системата от точкови предупредителни блокове от вътрешната страна на платформата.

## Роля на цвета и контраста
Насоките на Министерството на транспорта на Обединеното кралство за инсталиране и използване на тактилна настилка поставят голям акцент върху ролята на контраста. Ръководството многократно посочва, че трябва да се избира тактилно стилизиращо покритие, което да осигури силен цветен контраст със заобикалящия го материал, тъй като проучванията показват, че това помага на хора с ниско зрение да се ориентират в пространството. Повечето тактилни покрития се предлагат в различни цветове и материали, което улеснява постигането на добър цветен контраст с подходящия избор на тактилни покрития.

## Използване в Япония
Въпреки че тактилните покрития за първи път са монтирани в Окаяма на 18 март 1967 г. и са широко разпространени в цяла Япония, тактилните покрития не са стандартизирани от японските индустриални стандарти (JIS) до 2001 г. Системата Брайлови блокове постепенно се разпространява от град Окаяма до Осака и Киото, но за първи път в Осака Брайловите блокове са инсталирани на гара Абикотьо през 1970 г. В допълнение столичното бюро за магистрали в Токио също решава да инсталира тази система и тя се разпространява в цяла Япония.
От края на 1990-те години бившият Технологичен център за оценка на продуктите на Министерството на международната търговия и промишленост проучва оптималната форма на типа тактилно покритие и го стандартизира през 2001 г. като японски индустриален стандарт (JIS T 9251). В допълнение, брайловите блокове са се разпространили в много страни поради тяхната полезност. Проблемът е, че формата и начинът на полагане се различават в различните страни, а първият международен стандарт ISO 23599 е приет едва през 2012 г. Линейни направляващи блокове с тактилно покритие са инсталирани на почти всички конгреси в Япония. Линейни направляващи блокове за тактилно покритие се инсталират на тротоари и пешеходни преходи, често използвани от хора със зрителни увреждания, по маршрути като маршрути между превозни средства и сгради, като болници, училища за хора със зрителни увреждания, читалища, големи търговски центрове, офис сгради и др.
След приемането на закона в Япония „за насърчаване на научноизследователската и развойна дейност и насърчаване на оборудване за социално осигуряване“ през 1993 г. „Брайловите блокове“ са наречени „Навигационни блокове за хора със зрителни увреждания“. Името Braille Block не е регистрирана търговска марка.
От 1994 г. японското законодателство изисква сгради с площ над 2000 м² да инсталират и поддържат тактилни покрития до стълби, рампи, ескалатори и основни пътеки. Училища, болници, театри, арени, читалища, изложбени зали, универсални магазини, хотели, офиси, жилищни сгради или домове за възрастни хора с площ по-малка от 2000 м² трябва да изразходват разумни усилия за инсталиране и поддържане на тактилно покритие вътре в сградата, но не е необходимо да се монтира. Първоначалният закон беше заменен с друг закон през 2006 г.
Също така съгласно закона всички транзитни съоръжения в Япония трябва да имат линейни тактилни блокове за покритие, свързващи пътя от обществения вход към зоната за кацане. Всички стълби, ескалатори и рампи трябва да бъдат маркирани с тактилни тактилни предупредителни блокове. Всички железопътни в Япония гари имат тактилно покритие. Платформата на жп гарата на летището е освободена от монтажа на тактилно покритие, ако върху него е монтиран парапет и са изпълнени други технически изисквания. Зоните за кацане на пътнически фериботи също се освобождават, ако зоната е изложена на вълни. В Япония, почти навсякъде в градове, градове и села, за да се подпомогне ориентирането в пространството за хора със зрителни увреждания, тактилното покритие е инсталирано в административни, обществени и търговски сгради и на улицата около тях, на тротоари по пътни платна, на пешеходни преходи, стълби и др. ескалатори, рампи, спирки на градския транспорт, платформи на жп гарата и др.
Цветът „Брайл“ в Япония най-често е жълт. В миналото често се използваше сиво, но за да се улесни хората с намалено зрение да намерят тактилно покритие, се използва жълто.
- Линейни направляващи блокове с нисък профил, монтирани на натоварени пешеходни преходи в Япония
- JIS е модерното стандартно тактилно покритие в Япония
- Старо тактилно покритие, което не отговаря на сегашния стандарт JIS
- Тактилните покрития са монтирани на платформата на японска жп гара; линейните направляващи блокове с изпъкнала единична лента в долната част на изображението показват границата на сигурната „вътрешна“ страна на платформата, противоположна на страната, където са разположени релсовите коловози
- Тактилно покритие, комбинирано с платформени плъзгащи врати
- Преносимите „брайлови блокове“ се използват за блокиране на достъпа до ескалатора по време на поддръжка
- Полагане на тактилно покритие на тротоара
- Тактилно покритие с инсталирани светодиоди за хора с увредено зрение
- Тактилно покритие преди и след стилизирания капак на шахтите по време на зимните олимпийски игри в Нагано през 1998 г.
- Линейни направляващи блокове, монтирани на тротоара по пътното платно в Токио
- Линейни водещи блокове, монтирани на тротоара по пътното платно
- Линейни водещи блокове, монтирани на тротоара по пътното платно
- Тактилно покритие на тротоара в Токио
- Тактилно покритие на тротоара близо до жп гара Арамото в Хигасиосака
- Тактилно покритие на тротоара близо до жп гара Кашивамори в село Фусо
- Тактилно покритие в близост до кметството на село Фусо

## Стандарти
- ISO/FDIS 23599,Assistive products for blind and vision-impaired persons—Tactile walking surface indicators.
- CEN/TS 15209, Tactile paving surface indicators produced from concrete, clay and stone
- Internal measures are not harmonized with the technical standards
- Австралия / Нова Зеландия AS/NZS 1428.4:2002 Design for access and mobility – Tactile indicators
- Германия DIN 32984: 2018 – 06 Bodenindikatoren im öffentlichen Raum (Entwurf)
- Нова зеландия NZTA RTS14 Guidelines for facilities for blind and vision impaired pedestrians
- Полша Wytyczne architektoniczne dla kolejowych obiektów obsługi podróżnych Ipi- 1. Polskie Linie Kolejowe S.A (Architectural guidelines for rail passenger service facilities Ipi- 1. Polish Railway Lines S.A.)
- Великобритания BS 7997:2003 Products for tactile paving surface indicators. Specification
- Япония JIS T 9251:2001 Dimensions and patterns of raised of parts of tactile ground surface indicators for blind persons

## Критика
Аргументи бяха изложени в полза на факта, че парите, изразходвани за инсталиране на тактилно покритие, биха могли да бъдат изразходвани много по-добре за други подобрения, които действително се изискват за хора със зрителни увреждания, като например по-бърз ремонт на повредена настилка и че трябва да се мисли повече за отговаряне поввече на нуждите на пешеходци със зрителни увреждания и на пешеходци с увреждания, като например потребители на инвалидни колички.
Има риск да се спънете в тактилното покритие с инвалидни колички, има риск да се препънете в тактилното покритие, а по време на дъжд или ниски температури на улицата „Брайловите блокове“ стават хлъзгави. Ако в зависимост от цвета „брайловите блокове“ се сливат по цвят с околната среда, може да е трудно за хората със слабо зрение да разпознаят тактилното покритие. Предполага се, че ако има много видове блокове поради различия между железопътните компании и местните власти и често няколко типа тактилно покритие са инсталирани на една и съща жп гара, или ако има голям брой изпъкналости, „брайловите блокове“ ще изглеждат плоски и трудно различими между гари.